# 최현진 (탁구 선수)
최현진은 미래에셋대우 소속의 대한민국의 남자 탁구 선수이자 코치이다.

## 수상
- 2007 중국 양저우 아시아선수권대회 복식 동메달
- 2005 한국 제주도 아시아선수권대회 단식 동메달, 복식 동메달